# 4C90
4C90 – polski czterosuwowy silnik tłokowy o zapłonie samoczynnym z wtryskiem pośrednim, przeznaczony do napędu samochodów osobowych, terenowych, dostawczych.  
Jedyny silnik wysokoprężny polskiej konstrukcji, który wszedł do produkcji seryjnej na potrzeby samochodów dostawczych.  

## Geneza
Potrzeba skonstruowania przez polski przemysł szybkobieżnego silnika wysokoprężnego została dostrzeżona na początku lat 70. XX wieku w związku z dużym zużyciem drogiego paliwa (benzyny) przez benzynowy silnik S-21, montowany powszechnie w produkowanych ówcześnie polskich samochodach dostawczych. Wiązało się to też z wprowadzonym embargiem naftowym po konflikcie na Bliskim Wschodzie i znacznym wzrostem cen paliw płynnych na świecie i w Polsce. 

## Założenia konstrukcyjne
Silnik został  skonstruowany w W.S.W. „Andoria” w zespole konstrukcyjnym, którym kierował inż. Andrzej Fryś.
Postanowiono, że będzie to silnik o następujących parametrach:
- 4 cylindrowy, czterosuwowy, o średnicy cylindra 90 mm (stąd nazwa 4C90)[2]
- z wtryskiem pośrednim do komory wirowej[3]
- szybkobieżny (o obrotach pracy ponad 4000 rpm)
- mający duże możliwości rozwojowe (turbodoładowanie, zwiększenie średnicy cylindra i pojemności skokowej)
- zunifikowany z układami przeniesienia napędu współpracującymi z silnikiem S-21
- posiadający rozrząd OHC

Przy konstrukcji komory wirowej współpracowała brytyjska firma Ricardo Engineering. Zastosowano komorę wirową Ricardo Comet Vb. Dość precyzyjną (z uwagi na małe dawki paliwa) aparaturę wtryskową (pompa sekcyjna) opracowała czechosłowacka firma Motorpal. Wtrysk pośredni był wtedy powszechnie stosowany w produkcji, a wybrano go również z uwagi na dobrą szybkobieżność takiego silnika, dzięki czemu uzyskano podobną dynamikę pojazdu i brak konieczności konstruowania nowych podzespołów takich jak skrzynia biegów czy przekładnia główna do produkowanych samochodów Żuk oraz Nysa. Nowością był też system rozrządu OHC, zastosowany po raz pierwszy w silniku polskiej konstrukcji.

## Prototypy
Dokumentacja techniczna silnika była gotowa w 1974 r. Dwa prototypy do prób na hamowni i do prób drogowych uruchomiono we wrześniu 1975 roku. Do 1981 roku powstało ok. 50 silników przedprodukcyjnych, badanych w samochodach. Silniki w kolejnych wersjach były też badane w firmie Ricardo. Wskazywano wówczas, że z 52 zasadniczych części 48 jest produkowanych w Polsce, w tym 10 z Polskiego Fiata. Po wszechstronnych badaniach oraz dokonaniu drobnych poprawek konstrukcyjnych silnik został skierowany do ograniczonej produkcji seryjnej w 1984 r. 

## Produkcja i rozwój konstrukcji
Silnik bazowy 4C90 był przeznaczony zasadniczo do samochodów Żuk, Nysa (w których systematycznie zastępował silnik S-21) i wcześniejszych wersji samochodu Lublin. Stanowił on podstawę kolejnych wersji rozwojowych, o zwiększonych parametrach roboczych.  
W latach 1975–1989 powstało około 1400 silników 4C90, z czego w samym 1989 roku 500 egzemplarzy. Pod koniec lat 80. silnik znalazł się w wolnej sprzedaży. W styczniu 1990 r. jego cena wynosiła 9,88 mln zł. 
W listopadzie 1989 r. dokonano modernizacji silnika, w tym zmian w konstrukcji pompy olejowej i jej napędu. Zastosowano pasek napędu rozrządu o łukowych zębach (trwałość ponad 80 tys. km).
Następnie dodano kolejno turbosprężarkę (w styczniu 1992), w kolejnej wersji intercooler, oraz zmieniono pompę wtryskową z sekcyjnej na rozdzielaczową. Z powodu wzrostu mocy i momentu obrotowego do silnika były już projektowane wzmocnione podzespoły przeniesienia napędu. Silnik posiada układ EGR i spełnia normy czystości spalin EURO-3. 
W roku 2007 powstała daleko idąca modyfikacja silnika bazowego 4C90 oznaczona ADCR. Powiększono pojemność skokową (poprzez zwiększenie średnicy cylindra do 94 mm), całkowicie zmieniono głowicę i zastosowano aparaturę wtryskową z bezpośrednim systemem wtrysku common rail firmy Bosch. Silnik ten spełniał normy czystości spalin EURO-4, a od roku 2011 EURO-5. 
| Parametr                           | 4C90       | 4CT90-1BE 4CT90-1MEA | 4CTi90-1BE6    | 4CTi90-1BE     | ADCR           |
| ---------------------------------- | ---------- | -------------------- | -------------- | -------------- | -------------- |
| Układ cylindrów                    | rzędowy    | rzędowy              | rzędowy        | rzędowy        | rzędowy        |
| Doładowanie                        | brak       | turbosprężarka       | turbosprężarka | turbosprężarka | turbosprężarka |
| Intercooler                        | nd.        | brak                 | jest           | jest           | jest           |
| Liczba cylindrów                   | 4          | 4                    | 4              | 4              | 4              |
| średnica cylindra                  | 90 mm      | 90 mm                | 90 mm          | 90 mm          | 94 mm          |
| Skok tłoka                         | 95 mm      | 95 mm                | 95 mm          | 95 mm          | 95 mm          |
| Pojemność skokowa                  | 2417 cm³   | 2417 cm³             | 2417 cm³       | 2417 cm³       | 2636 cm³       |
| Stopień sprężania                  | 20,6       | 20,6                 | 20,6           | 20,6           | 17,5           |
| Moc maksymalna                     | 70 KM      | 90 KM                | 90 KM          | 102 KM         | 115 KM         |
| Obroty mocy maks.                  | 4200 rpm   | 4100 rpm             | 4100 rpm       | 4100 rpm       | 3700 rpm       |
| Ciśnienie doładowania (maksymalne) | n.d.       | brak danych          | 1,8 at         | 1,8 at         | 1,8 at         |
| Pe                                 | 6,20 at    | 8,17 at              | 8,17 at        | 9,26 at        | 10,61 at       |
| Moc jednostkowa                    | 28,96 KM/l | 37,23 KM/l           | 37,23 KM/l     | 42,20 KM/l     | 43,62 KM/l     |
| Średnia prędkość tłoka             | 13,3 m/s   | 13,0 m/s             | 13,0 m/s       | 13,0 m/s       | 11,7 m/s       |
| Maks. moment obrotowy              | 146 Nm     | 195 Nm               | 205 Nm         | 230 Nm         | 250 Nm         |
| Obroty maks. momentu               | 2500 rpm   | 2200 rpm             | 2000-2500 rpm  | 2000-2500 rpm  | 1800-2200 rpm  |
| Pompa wtryskowa                    | sekcyjna   | rozdzielaczowa       | rozdzielaczowa | rozdzielaczowa | common rail    |
| Wtrysk paliwa                      | pośredni   | pośredni             | pośredni       | pośredni       | bezpośredni    |
| Rodzaj rozrządu                    | SOHC/2     | SOHC/2               | SOHC/2         | SOHC/2         | SOHC/2         |
| Kolejność wtrysku                  | 1-3-4-2    | 1-3-4-2              | 1-3-4-2        | 1-3-4-2        | 1-3-4-2        |
| Ciśnienie wtrysku                  | 15 MPa     | 15 MPa               | 15 MPa         | 15 MPa         | 160 MPa        |

Silnik był (lub jest) stosowany w polskich samochodach: 
- FSC Żuk (późniejsze wersje)
- Intrall Lublin
- Honker
- Honker Cargo

A także w zagranicznych takich jak:
- ARO
- Rocar
- GAZ Gazela
- UAZ
- LDV 400
- LDV Convoy

Silnik ten osiągnął sukces z uwagi na:
- konsekwentne i celowe działania w procesie powstawania i rozwoju konstrukcji bez zbytniego pośpiechu
- znaczne możliwości rozwojowe przewidziane już we wstępnym okresie procesu projektowania
- zlecenie opracowania komory wirowej i pompy sekcyjnej firmom mającym duży dorobek konstrukcyjny w tej dziedzinie
- wnikliwe przebadanie prototypów silnika (wpierw na hamowni, później w próbach drogowych), wyciągnięcie właściwych wniosków, ustalenie niezbędnych poprawek przed uruchomieniem produkcji seryjnej.

## Inne dane (silnik 4CT90-1BE)
- Jednostkowe zużycie paliwa - około 255 g/kWh (187 g/KMh)[10]
- pompa rozdzielaczowa firmy Bosch
- Minimalna prędkość obrotowa biegu jałowego - 800 RPM
- Zużycie oleju smarującego - max. 0,178 kg/h
- Ciśnienie oleju w rozgrzanym silniku - 0,35-050 MPa
- Ilość oleju silnikowego do wymiany - 7 l; 7,5 l dla samochodu HONKER
- Wtryskiwacz - czopikowy do komory wirowej RICARDO COMET VB
- Luz zaworowy na zimnym silniku - 0,2 mm
- Otwarcie zaworu ssącego 10° przed GMP
- Zamknięcie zaworu ssącego 38° po DMP
- Otwarcie zaworu wydechowego 58° przed DMP
- Zamknięcie zaworu wydechowego 10° po GMP

## Zalety
- Wysoka trwałość
- Niezbyt skomplikowana obsługa i naprawa
- dobra elastyczność
- znikome dymienie (brak zaczernienia spalin)

## Wady
- głośna praca
- umiarkowana sprawność silnika bazowego z uwagi na wtrysk pośredni (wada usunięta w silnku ADCR).